# Диват-сюр-Луар
Диват-сюр-Луар (фр. Divatte-sur-Loire) — новая коммуна на западе Франции, находится в регионе Пеи-де-ла-Луар, департамент Атлантическая Луара, округ Нант, кантон Валле. Расположена в 22 км к северо-востоку от Нанта на левом берегу Луары, в 14 км от национальной автомагистраль N249. 
Коммуна образована 1 января 2016 года путем слияния коммун Барбеша и Ла-Шапель-Бас-Мер. Центром новой коммуны является Ла-Шапель-Бас-Мер. От него к новой коммуне перешли почтовый индекс и код INSEE. На картах в качестве координат Диват-сюр-Луар указываются координаты Ла-Шапель-Бас-Мер.
Население (2017) — 6 844 человека.

## История
Первое упоминание о приходе Ла-Шапель-Бас-Мер относится к XI веку. Он принадлежал герцогам Бретонским, и в XIV веке пострадал во время Войны за бретонское наследство. Два столетия спустя большой урон поселению нанесли Религиозные войны. С их окончанием воцарился мир, но в Ла-Шапель-Бас-Мер остался контингент войск протестантов, содержание которого дорого обходилось местным жителям. Было составлено прошение Анне Австрийской, и она согласилась убрать солдат из поселка.
Во время Великой Французской революции Ла-Шапель-Бас-Мер, как и почти все населенные пункты в округе, присоединился к Вандейскому мятежу, за что подвергся репрессиям со стороны победивших республиканских войск. За один день 17 марта 1794 года республиканцы под командованием генерала Этьена Кордельера убили по меньшей мере 118 местных жителей.
В 1868 году часть территории Ла-Шапель-Бас-Мер была выделена в отдельную коммуну Барбеша, а спустя почти 150 лет, 22 сентября 2015 года, после нескольких месяцев переговоров, муниципалитеты двух коммун договорились о восстановлении с 1 января 2016 года единой коммуны, получившей название Диват-сюр-Луар.

## Достопримечательности
- Неоготическая церковь Вознесения Богоматери (Нотр-Дам) 1874-1892 годов в Ла-Шапель-Бас-Мер
- Часовня Святого Симона XVI века в Ла-Шапель-Бас-Мер
- Часовня Святого Петра XII века, реконструированная в XVI веке, в Ла-Шапель-Бас-Мер
- Церковь Святой Марии Магдалины XIX века в Барбеша
- Шато Берьер XV-XVIII веков в Барбеша
- Шато Врильер XVII века в Ла-Шапель-Бас-Мер
- Развалины шато Эпин-Годен в Ла-Шапель-Бас-Мер

## Экономика
Структура занятости населения:
- сельское хозяйство — 12,6 %
- промышленность — 22,4 %
- строительство — 6,9 %
- торговля, транспорт и сфера услуг — 37,4 %
- государственные и муниципальные службы — 20,6 %

Уровень безработицы (2016 год) — 7,5 % (Франция в целом — 14,1 %, департамент Атлантическая Луара — 11,9 %). 

Среднегодовой доход на 1 человека, евро (2016 год) — 21 412 (Франция в целом — 20 809, департамент Атлантическая Луара — 21 548).

## Демография
Динамика численности населения, чел.

## Администрация
Пост мэра Диват-сюр-Луара  с 2016 года занимает Кристель Бро (Christelle Braud). На муниципальных выборах 2020 года она была единственным кандидатом на пост мэра.
| Период | Период | Фамилия      | Партия        | Примечания                   |
| ------ | ------ | ------------ | ------------- | ---------------------------- |
| 2020   |        | Кристель Бро | Разные правые | бывший мэр Ла-Шапель-Бас-Мер |

## Галерея

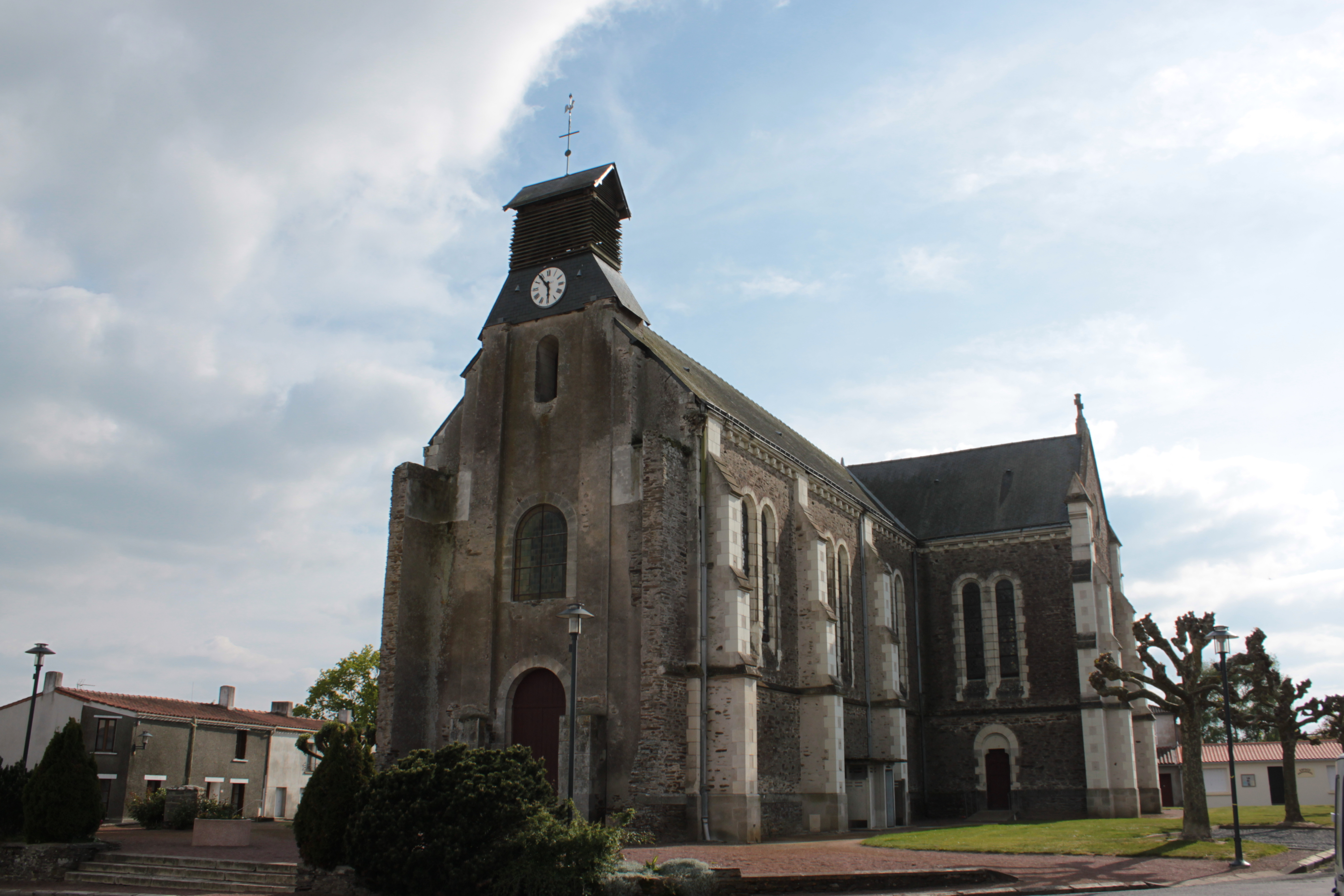
Церковь Святой Марии Магдалины
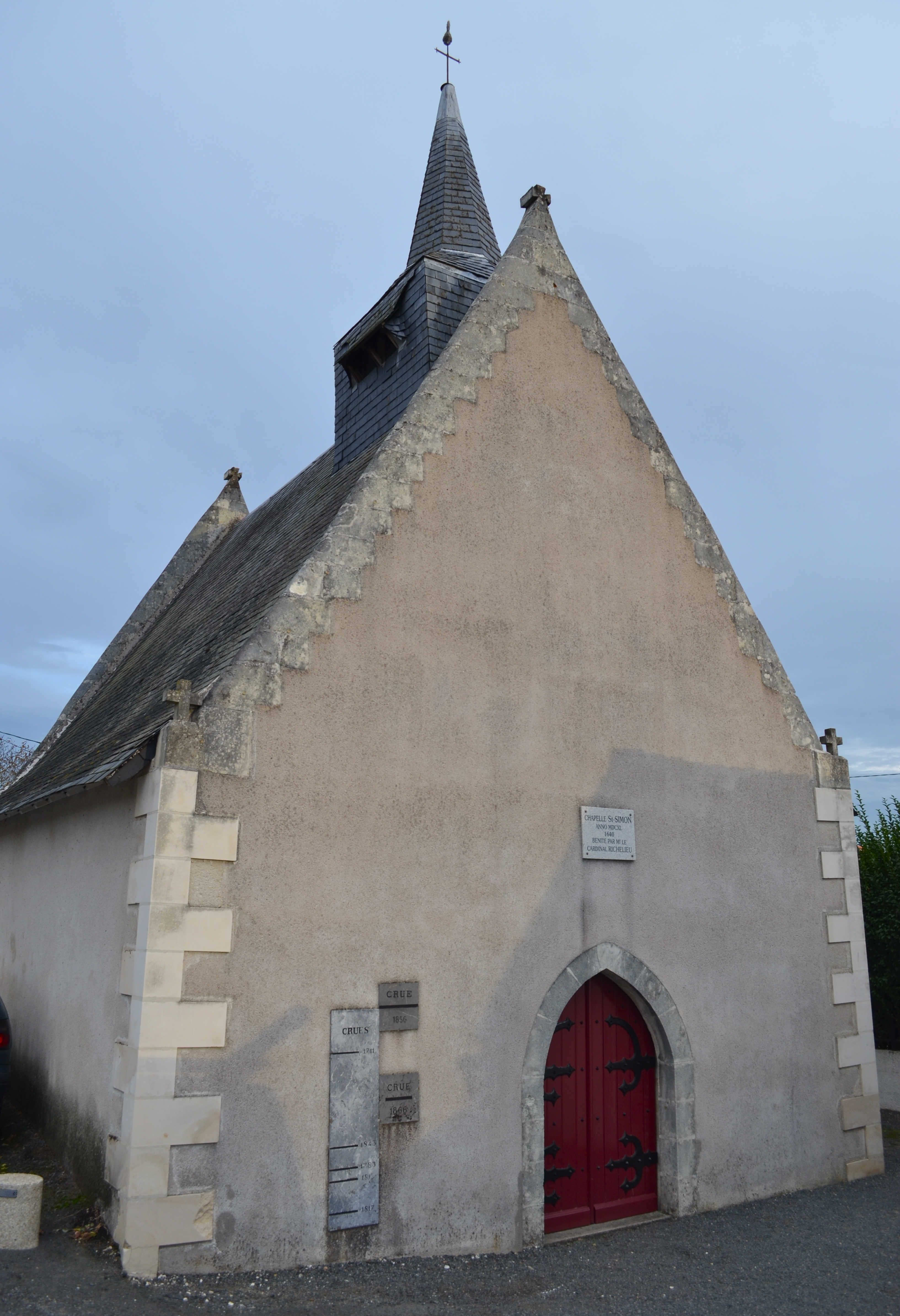
Часовня Святого Симона
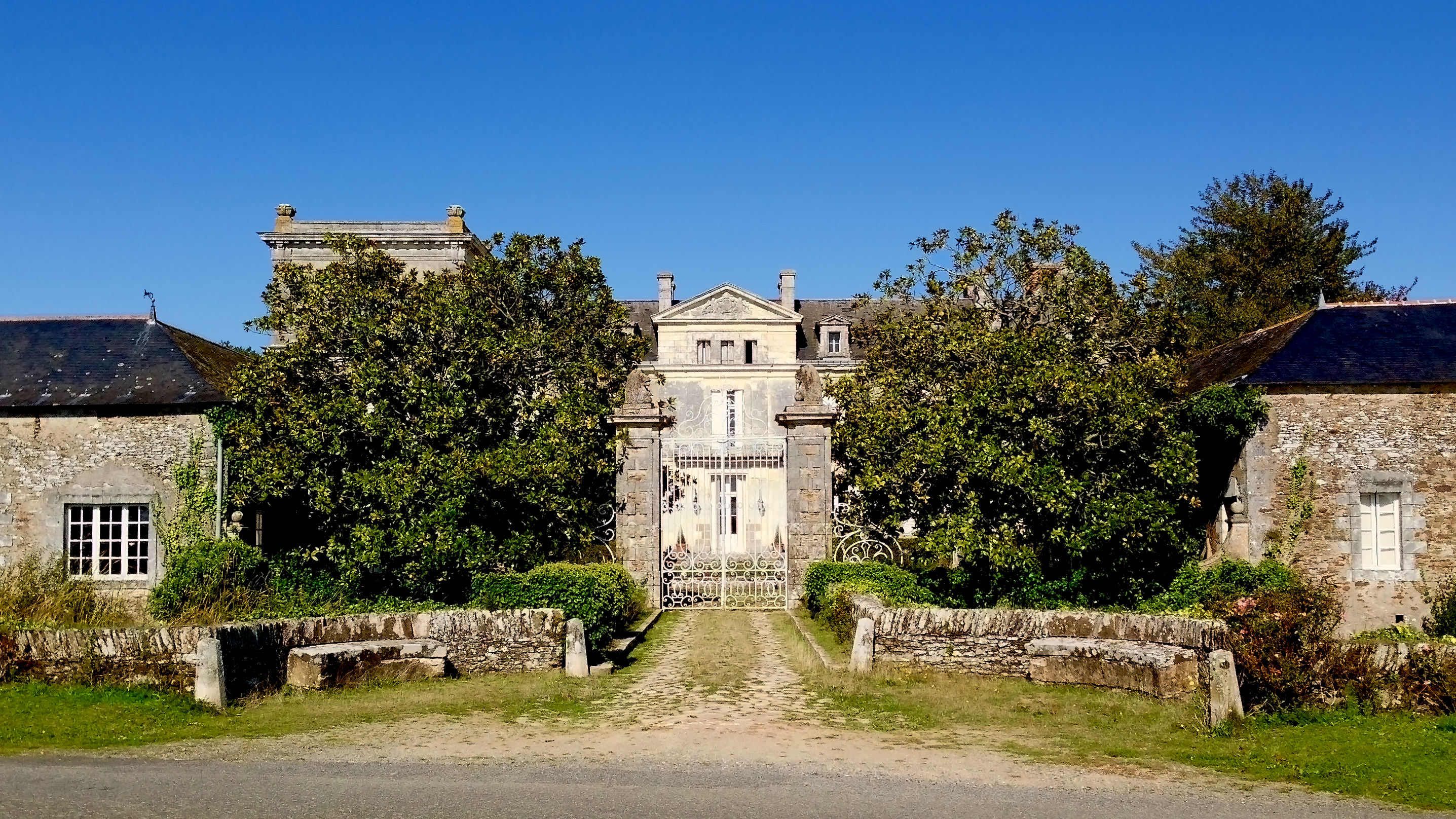
Шато Берьер